# Vincent Kohler
 (avril 2016).
Vincent Kohler, né le 8 août 1977 à Nyon, est un artiste sculpteur et peintre suisse qui vit et travaille à Lausanne.
Il est diplômé de de l’École cantonale d'art de Lausanne en 2001.
Il enseigne à la Haute école d'art et de design à Genève (HEAD).
Il fait partie du collectif Abc fondé en 2004 avec Jean-Luc Manz, Denis Pernet et Jean Crotti.